# Amos Mac
Amos Mac (Augusta, Geórgia, ?) é um escritor, fotógrafo e editor-chefe americano. Mac mora em Los Angeles e trabalha como roteirista para televisão e cinema.

## Juventude
Ele cresceu na Filadélfia, Pensilvânia.

## Original Plumbing
Como homem trans, ele cofundou e se tornou editor-chefe da Original Plumbing, uma revista que enfoca a cultura dos homens trans de mulher para homem e a sexualidade. Mac escolheu o título Original Plumbing como uma brincadeira com a obsessão da mídia pelos órgãos genitais das pessoas trans. Para expressar e explorar sua cultura de ser um homem trans nos Estados Unidos, ele e seu amigo Rocco Kayiatos fundaram a revista Original Plumbing em 2009, enquanto ambos moravam em São Francisco.

## Fotografia e outros trabalhos notáveis
Como artista visual, as fotografias de Mac foram publicadas no The New York Times, na Vogue Italia, na BUTT Magazine e na OUT.
Em 2011, ele fez uma turnê nacional com o grupo de arte feminista Sister Spit, onde exibiu fotografias, leu seus textos e falou abertamente sobre a representação trans na mídia.
Em 2015, Amos Mac fotografou uma campanha para a marca irmã da H&M, & Other Stories, que se tornou a primeira campanha de moda criada por um elenco e equipe totalmente transgêneros. A campanha contou com as modelos Hari Nef e Valentijn de Hingh.
Em junho de 2016, foi anunciado que Mac seria destaque em The Trans List, um documentário da HBO produzido por Janet Mock em parceria com o diretor Timothy Greenfield-Sanders. Mock também entrevista o elenco, que conta com dez figuras transgênero proeminentes além de Mac: Laverne Cox, Miss Major Griffin-Gracy, Buck Angel, Kylar Broadus, Caroline Cossey, Shane Ortega, Alok Vaid-Menon, Nicole Maines, Bamby Salcedo e Caitlyn Jenner.
Em The Trans List, Mac descreve sua vida antes da transição. “Eu realmente não sei por que esperei tanto tempo”, diz Mac. “Parecia que não era mais uma opção para minha sanidade ou minha saúde. Eu precisava parar de gastar tanto tempo tentando esconder minhas emoções e meus problemas, e precisava lidar comigo mesmo.”
Amos Mac posou para o fotógrafo Mark Seliger para seu livro de fotografias de 2016, On Christopher Street: Transgender Stories.

## Cinema e televisão
Mac atualmente trabalha em Los Angeles, Califórnia, em programas de televisão e filmes. Em outubro de 2019, foi anunciado que Amos seria roteirista da nova série de Gossip Girl para a HBO Max.
Com Aisling Chin-Yee, Mac coescreveu No Ordinary Man, um documentário canadense que estreou no Festival Internacional de Cinema de Toronto de 2020. O filme é um retrato de Billy Tipton, o influente músico de jazz que, após sua morte, revelou ser transgênero.

## Honrarias e reconhecimento
Em 2014, Mac foi nomeado para a lista Trans 100 por “contribuições excepcionais para a comunidade trans”.
Em 2018, após ser nomeado membro do Lambda Literary Writers' Retreat Fellow for Emerging LGBT Voices, foi anunciado que Mac estava escrevendo um romance para jovens adultos.